# Santo Antônio do Aracanguá (ort)
Santo Antônio do Aracanguá är en ort i Brasilien.   Den ligger i kommunen Santo Antônio do Aracanguá och delstaten São Paulo, i den södra delen av landet, 600 km söder om huvudstaden Brasília. Santo Antônio do Aracanguá ligger 392 meter över havet och antalet invånare är 7 627.
Terrängen runt Santo Antônio do Aracanguá är platt. Runt Santo Antônio do Aracanguá är det mycket glesbefolkat, med 5 invånare per kvadratkilometer.. Det finns inga andra samhällen i närheten. 
Omgivningarna runt Santo Antônio do Aracanguá är en mosaik av jordbruksmark och naturlig växtlighet.